# Mitino (Mosca)
Il quartiere Mitino (in russo Район Митино?) è un quartiere di Mosca sito nel Distretto Nord-occidentale, sito oltre l'MKAD.
Prende il nome dall'abitato omonimo, che è stato incluso nel territorio di Mosca nel 1985. La prima menzione del toponimo è nel testamento di Demetrio di Russia datato 1389. È nuovamente menzionato anche nel 1417, nel testamento del figlio Basilio I di Russia, elencato tra i possedimenti destinati a Sofia di Lituania.